# رامجی مردی از لندن
رامجی مردی از لندن (به هندی: Ramji Londonwaley) فیلمی محصول سال ۲۰۰۵ و به کارگردانی سانجای دایماً است. در این فیلم بازیگرانی همچون رانگاناتان مدهوان، سامیتا بنگاری، هارش چاهایا، ساتیش شاه، راجندرانات زوتشی، آکیلندرا میشرا ایفای نقش کرده‌اند.